# ألو ديارا
ألو ديارا (بالفرنسية: Alou Diarra)‏ (15 يوليو 1981 في فيلبينتي) لاعب كرة قدم فرنسي ذو أصول مالية يلعب حاليا لصالح نادي الدرجة الأولى مرسيليا الفرنسي ومنتخب فرنسا في مركز الوسط المدافع كما أنه يجيد اللعب في مركز قلب الدفاع .

## المسيرة الرياضية

### البدايات
بدأ ديارا مسيرته الرياضية في نادي لوهان كويسو سنة 1999 ثم انتقل إلى نادي بايرن ميونخ الألماني سنة 2000 . لم يلعب ديارا أي مباراة مع نادي بايرن ميونخ وتمت إعارته إلى نادي فرايبورغ الألماني . في سنة 2002 قرر نادي ليفربول الإنجليزي التعاقد معه ولكنه لم يشارك في أي مباراة رسمية وتمت إعارته لموسمين متتاليين إلى نادي لوهافر وباستيا .

### لنس
انتقل ديارا إلى نادي لنس معارا طوال موسم 2004-2005 وعندما قدم أداء عالي المستوى قرر مسئولو تحويل عقد الإعارة إلى عقد دائم في نهاية الموسم . أصبح ديارا أحد أعمدة تشكيلة نادي لنس الأساسية وشارك في أول مباراة دولية مع منتخب فرنسا في 18 يونيو 2006 أمام منتخب كوريا الجنوبية ضمن مباريات الدور الأول من بطولة كأس العالم لكرة القدم 2006 التي أقيمت في ألمانيا وانتهت بالتعادل الإيجابي 1-1 . وفي المباراة النهائية شارك بديلا عن باتريك فييرا في الدقيقة 56 ولكن منتخب فرنسا خسر من منتخب إيطاليا بركلات الجزاء الترجيحية 3-5 بعدما انتهى الوقتين الأصلي والإضافي بالتعادل الإيجابي 1-1 . انتشرت شائعات بأن ديارا في طريقه إلى نادي روما الإيطالي ولكنه انتقل إلى نادي ليون لتعويض رحيل محمدو ديارا إلى نادي ريال مدريد الإسباني مقابل 17.7 مليون جنيه إسترليني .

### بوردو
بعدما قضى موسم مخيب أبدت أندية مانشستر سيتي ، بورتسموث ، نيوكاسل يونايتد (إنجلترا) وفيردر بريمن (ألمانيا) رغبتها في التعاقد معه . في 19 يوليو 2007 وافق نادي ليون على التخلي عن ديارا لصالح نادي بوردو مقابل 7.75 مليون جنيه إسترليني وبالتالي سيحل ديارا مكان ريو أنطونيو مافوبا الذي رحل إلى نادي فياريال الإسباني . شارك ديارا في أول مباراة رسمية في بطولة دوري الدرجة الأولى في مواجهة ناديه السابق لنس بينما سجل ديارا أول هدف رسمي في 29 أغسطس 2007 في مرمى نادي ميتز وهو هدف المباراة الوحيد .

## روابط خارجية
- ألو ديارا على موقع الاتحاد الدولي (مؤرشف)  (الإنجليزية)
- ألو ديارا على موقع الاتحاد الأوربي (الإنجليزية)
- ألو ديارا على موقع رابطة كرة القدم الفرنسية للمحترفين (الإنجليزية)
- ألو ديارا على موقع إي إس بي إن إف سي (الإنجليزية)
- ألو ديارا على موقع قاعدة بيانات كرة القدم.إي يو (الإنجليزية)
- ألو ديارا على موقع بيانات كرة القدم. دي إي (الألمانية)
- ألو ديارا على موقع ليكيب (الفرنسية)
- ألو ديارا على موقع ناشيونال فوتبول تيمز (الإنجليزية)
- ألو ديارا على موقع Soccerbase.com (لاعب) (الإنجليزية)
- ألو ديارا على موقع Soccerway.com (الإنجليزية)